# 8 Simple Rules
8 Simple Rules, volledige naam 8 Simple Rules for Dating My Teenage Daughter, is een Amerikaanse komische televisieserie. De serie werd oorspronkelijk van september 2002 tot april 2005 uitgezonden. In Nederland wordt de serie uitgezonden door Comedy Central, in Vlaanderen is ze te zien op VIER.
Hoewel hoofdrolspeler John Ritter stierf na 31 afleveringen, liep de serie uiteindelijk 76 episodes.

## Beknopte samenvatting
De serie gaat over een getrouwd stel met drie kinderen die wonen in Detroit. Vader Paul Hennessy (John Ritter) stopt met het schrijven van sportartikelen om een column bij te houden over het opvoeden van hun drie tieners, terwijl moeder Cate (Katey Sagal) haar vroegere baan als verpleegkundige weer oppakt.
Vader Paul wil zijn tienerkinderen Kerry (Amy Davidson), Bridget (Kaley Cuoco) en Rory (Martin Spanjers) van het daten afhouden. Hij heeft acht simpele regels waaraan gegadigden moeten voldoen om afspraakjes met zijn kinderen te mogen maken:
1. Als je handen mijn dochter raken, raak je ze kwijt.
2. Als je haar aan het huilen maakt, maak ik jou aan het huilen.
3. Safe seks bestaat niet. Geen seks wel.
4. Breng haar laat thuis, er komt geen volgende date.
5. Alleen bezorgers toeteren. Dates bellen één keer aan.
6. Geen gezeur als je op haar wacht. Als je het saai vindt, vervang dan mijn olie.
7. Als je broek op je enkels hangt, zal ik hem omhoogtrekken en vastnieten.
8. Dates vinden plaats in openbare plaatsen. Wil je romantiek? Lees een boek.

Na enkele afleveringen van seizoen twee overlijdt Paul Hennessy buiten beeld wanneer hij instort in gangpad drie van de supermarkt. Dit naar aanleiding van het echte overlijden van de acteur Ritter. De serie gaat daarna verder met het gezin dat moet zien te leven zonder hem.

## Productie

### Ritters dood
Ritter zakte tijdens de opnames van 8 Simple Rules in elkaar en stierf even later aan een aortadissectie, op 11 september 2003. De serie werd tijdelijk stopgezet. Het programma keerde terug op 3 november 2003 met de dubbele aflevering Goodbye. Voor de uitzending zat een boodschap van Sagal. Later in dit seizoen kregen James Garner en David Spade een vaste rol, hoewel hun bijdrages oorspronkelijk als gastrollen waren bedoeld. Voor de dood van Ritter was de serie bekend als 8 Simple Rules for Dating My Teenage Daughter. Dit werd veranderd in 8 Simple Rules.
Spade speelde C.J. Barnes en Garner Cates onlangs gescheiden vader Jim Egan, de opa van de kinderen. C.J. en Jim kunnen het in het begin niet met elkaar vinden. Dit verbetert later wel.

### De stopzetting
Na de dood van Ritter daalde de populariteit van de serie. De programmering van de serie ging naar een later tijdstip. De serie werd op 17 mei 2005 stopgezet.
De laatste aflevering is één grote cliffhanger. Zonder medeweten van de kinderen heeft Cate een relatie met schooldirecteur Ed Gibb (Adam Arkin). Hij is in New York voor een conferentie van schooldirecteuren wanneer hem een fantastische baan wordt aangeboden. Hij moet kiezen: Cate of het werk.

## Personages
- John Ritter speelde Paul Hennessy (2002–2003). Paul schreef eerst artikelen over sport voor de lokale krant maar schreef later een column over opvoeding. Hij stond erom bekend zijn kinderen met gemak voor schut te zetten en overleed in 2003.
- Katey Sagal speelde Cate Egan-Hennessy. Cate is de moeder van het gezin, met de beste bedoelingen en wordt later verpleegkundige op de school van haar kinderen. Sinds de dood van Paul is ze een alleenstaande ouder.
- Kaley Cuoco speelde Bridget Erin Hennessy. Bridget is de oudste dochter van het gezin. Ze is een stereotiep dom blondje en is populair op de school die ze bezoekt. Ze is vooral geïnteresseerd in jongens en haar uiterlijk.
- Amy Davidson speelde Kerry Michelle Hennessy. Kerry is een sarcastische tiener met een goed stel hersenen die vaak ruzie heeft. Ook is ze een artiest.
- Martin Spanjers speelde Rory Joseph Hennessy, de puberale jongere broer van het gezin.
- James Garner speelde Jim Egan (2003–2005). Jim is de vader van Cate en de opa van Bridget, Kerry en Rory. Hij heeft gevochten in de Koreaanse Oorlog. Hij heeft vaak ruzie met C.J.
- David Spade speelde C.J. Barnes (2004–2005). Een neef van Paul en Cate, die zo vaak bij hen over de vloer komt dat hij praktisch bij hen in huis woont. C.J. is een man van twaalf ambachten, dertien ongelukken. Niet alleen qua werk, maar ook bij zijn pogingen tot het versieren van vrouwen.

## Trivia
- Cuoco speelt de oudere zus van Davidson. In werkelijkheid is laatstgenoemde zes jaar ouder.
- De serie won onder meer een Emmy Award (Outstanding Cinematography for a Multi-Camera Series). Ritter werd postuum genomineerd voor een tweede.
- In een van de afleveringen speelt Ed O'Neill, Al Bundy in Married... with Children, een gastrol. Vroeger speelde hij met Katey Sagal, Cate Hennessy in 8 Simple Rules, een getrouwd koppel in Married... with Children.